# Rubiães
Rubiães é uma povoação portuguesa sede da Freguesia de Rubiães do Município de Paredes de Coura, freguesia com 8,95 km² de área e 493 habitantes (censo de 2021), tendo, por isso, uma densidade populacional de 55,1 hab./km².
Os setores laborais principais são a agricultura, a pecuária e o pequeno comércio.

## Demografia
A população registada nos censos foi:
| Ano  | 0-14 Anos | 15-24 Anos | 25-64 Anos | > 65 Anos |
| 2001 | 65        | 66         | 258        | 159       |
| 2011 | 55        | 50         | 244        | 163       |
| 2021 | 59        | 31         | 236        | 167       |

## Património
- Igreja de São Pedro de Rubiães
- Via romana XIX de Braga a Astorga - 14 marcos miliários (série Capela)
- Ponte de Rubiães (românica)
- Solar das Antas
- Capelas de S. Roque, S. Bartolomeu, Fradinhos e ou Senhora da Expectação, rio Coura e monte Mourela.

Na freguesia fica também o Albergue de Peregrinos de São Pedro de Rubiães. Este visa proporcionar ao número crescente de romeiros as necessárias condições de acolhimento, durante o percurso do Caminho Português de Santiago inscrito no concelho. Dispõe de áreas modernas e funcionais, cozinha, sala de refeições, sala de convívio, gabinete médico, lavandaria e um dormitório misto, com 17 beliches, capazes de acolher 34 pessoas.

## Gastronomia
- Enchidos de porco e arroz de cabidela

## Coletividades
- Associação Cultural Recreativa e Desportiva de Rubiães (com rancho folclórico)